# Ngrogung
Ngrogung is een bestuurslaag in het regentschap Ponorogo van de provincie Oost-Java, Indonesië. Ngrogung telt 2584 inwoners (volkstelling 2010).